# Ехінацея пурпурова
Ехінацея пурпурова (Echinácea purpúrea) або рудбекія пурпурова — багаторічна рослина з родини Айстрові, або Складноцвіті (Asteraceae). Батьківщина — східні райони Північної Америки.
Рослина висотою 60-100 см. Стебла прямі, шорсткі.
Прикореневі листки на довгих, крилатих черешках, широкоовальні, зазубрені, різко звужені до черешка, зібрані в розетку; стеблові — сидячі, ланцетні, шорсткі, розташовані в черговому порядку.
Суцвіття — кошики; великі, до 15 см в діаметрі. Язичкові квітки пурпурово-рожеві, на верхівці загострені, до 4 см завдовжки; трубчасті — червонувато-коричневі. Цвіте з липня по вересень близько 60 днів. Плоди — чотиригранні бурі сім'янки.
В Україні культивується повсюдно.
- Трава ехінацеї пурпурової містить полісахариди (гетероксилан, арабінорамногалактан), ефірні олії (0,15-0,50 %), флавоноїди, оксикоричні (цикорієва, ферулова, кумарова, кавова) кислоти, дубильні речовини, сапоніни, поліаміни, ехінацин (амід поліненасиченої кислоти), ехінолон (ненасичений кетоспирт), ехінакозид (глікозид, що містить кавову кислоту і пірокатехін), органічні кислоти, смоли, фітостерини;
- кореневища і коріння — інулін (до 6 %), глюкозу (7 %), ефірні і жирні олії, фенолкарбонові кислоти, бетаїн, смоли. Всі частини рослини містять ферменти, макро- (калій, кальцій) і мікроелементи (селен, кобальт, срібло, молібден, цинк, марганець та ін.).